# Halysidota atra
Halysidota atra là một loài bướm đêm thuộc phân họ Arctiinae, họ Erebidae.